# Statistiche e record della Associazione Calcio Reggiana 1919
Questa pagina raccoglie le statistiche riguardanti la Associazione Calcio Reggiana 1919 nei campionati e nelle coppe sia a livello di squadra che individuale.

## Partecipazioni ai Tornei Nazionali

### Partecipazioni ai campionati
Aggiornate alla stagione 2025-2026.

#### Nazionali
| Livello | Categoria                | Partecipazioni | Debutto   | Ultima stagione | Totale |
| ------- | ------------------------ | -------------- | --------- | --------------- | ------ |
| 1º      | Serie A                  | 3              | 1993-1994 | 1996-1997       | 7      |
| 1º      | Divisione Nazionale      | 2              | 1927-1928 | 1928-1929       | 7      |
| 1º      | Prima Divisione          | 2              | 1924-1925 | 1925-1926       | 7      |
| 2º      | Serie B                  | 37             | 1929-1930 | 2025-2026       | 41     |
| 2º      | Prima Divisione          | 1              | 1926-1927 | 1926-1927       | 41     |
| 2º      | Seconda Divisione        | 2              | 1922-1923 | 1923-1924       | 41     |
| 2º      | Serie B-C Alta Italia    | 1              | 1945-1946 | 1945-1946       | 41     |
| 3º      | Serie C                  | 18             | 1935-1936 | 2022-2023       | 47     |
| 3º      | Lega Pro                 | 3              | 2014-2015 | 2016-2017       | 47     |
| 3º      | Lega Pro Prima Divisione | 6              | 2008-2009 | 2013-2014       | 47     |
| 3º      | Serie C1                 | 15             | 1978-1979 | 2004-2005       | 47     |
| 3º      | Prima Divisione          | 5              | 1930-1931 | 1934-1935       | 47     |
| 4º      | Serie D                  | 1              | 2018-2019 | 2018-2019       | 7      |
| 4º      | Serie C2                 | 3              | 2005-2006 | 2007-2008       | 7      |
| 4º      | IV Serie                 | 3              | 1953-1954 | 1955-1956       | 7      |

#### Regionali
| Livello | Categoria       | Partecipazioni | Debutto   | Ultima stagione | Totale |
| ------- | --------------- | -------------- | --------- | --------------- | ------ |
| I       | Prima Categoria | 2              | 1920-1921 | 1921-1922       | 2      |
| II      | Promozione      | 1              | 1919-1920 | 1919-1920       | 1      |

### Partecipazioni alle coppe
Aggiornato alla stagione 2025-2026.

#### Nazionali
| Coppa                                   | Partecipazioni | Debutto   | Ultima stagione | Totale |
| --------------------------------------- | -------------- | --------- | --------------- | ------ |
| Coppa Italia                            | 53             | 1926-1927 | 2025-2026       | 53     |
| Coppa Italia Semiprofessionisti         | 5              | 1976-1977 | 1980-1981       | 32     |
| Coppa Italia Serie C                    | 18             | 1984-1985 | 2022-2023       | 32     |
| Coppa Italia Lega Pro                   | 9              | 2008-2009 | 2016-2017       | 32     |
| Coppa Italia Serie D                    | 1              | 2018-2019 | 2018-2019       | 1      |
| Supercoppa Serie C                      | 1              | 2023      | 2023            | 1      |
|                                         |                |           |                 |        |
| Supercoppa di Lega di Seconda Divisione | 1              | 2008      | 2008            | 1      |
| Coppa CONI                              | 1              | 1928      | 1928            | 1      |
| Coppa del Primato                       | 2              | 1933-1934 | 1934-1935       | 2      |

#### Internazionali
| Coppa                              | Partecipazioni | Debutto | Ultima stagione | Totale |
| ---------------------------------- | -------------- | ------- | --------------- | ------ |
| Coppa Anglo-Italiana               | 3              | 1978    | 1995-1996       | 3      |
| Coppa delle Alpi                   | 1              | 1961    | 1961            | 1      |
| Coppa dell'Amicizia italo-francese | 1              | 1960    | 1960            | 1      |

## Statistiche nei campionati

### Serie A

#### Statistiche di squadra
| Campionato        | Stagione | Punti | In casa | In casa | In casa | In casa | In casa | In casa | In trasferta | In trasferta | In trasferta | In trasferta | In trasferta | In trasferta | Totale | Totale | Totale | Totale | Totale | Totale | DR  |
| Campionato        | Stagione | Punti | G       | V       | N       | P       | Gf      | Gs      | G            | V            | N            | P            | Gf           | Gs           | G      | V      | N      | P      | Gf     | Gs     | DR  |
| ----------------- | -------- | ----- | ------- | ------- | ------- | ------- | ------- | ------- | ------------ | ------------ | ------------ | ------------ | ------------ | ------------ | ------ | ------ | ------ | ------ | ------ | ------ | --- |
| Serie A 1993-1994 | dettagli | 31    | 17      | 8       | 8       | 1       | 18      | 6       | 17           | 2            | 3            | 12           | 11           | 31           | 34     | 10     | 11     | 13     | 29     | 37     | -8  |
| Serie A 1994-1995 | dettagli | 18    | 17      | 4       | 5       | 8       | 15      | 21      | 17           | 0            | 1            | 16           | 9            | 35           | 34     | 4      | 6      | 24     | 24     | 56     | -32 |
| Serie A 1996-1997 | dettagli | 19    | 17      | 0       | 11      | 6       | 9       | 25      | 17           | 2            | 2            | 13           | 19           | 42           | 34     | 2      | 13     | 19     | 28     | 67     | -39 |
| Totale            |          | 68    | 51      | 12      | 24      | 15      | 42      | 52      | 51           | 4            | 6            | 41           | 39           | 108          | 102    | 16     | 30     | 56     | 81     | 160    | -79 |

#### Bilancio contro le squadre affrontate in Serie A
Saldo vittorie-sconfitte:  = positivo;  = neutro;  = negativo.
| Reggiana Vs. | In casa | In casa | In casa | In casa | In casa | In casa | In trasferta | In trasferta | In trasferta | In trasferta | In trasferta | In trasferta | Totale | Totale | Totale | Totale | Totale | Totale | Saldo |
| Reggiana Vs. | G       | V       | N       | P       | Gf      | Gs      | G            | V            | N            | P            | Gf           | Gs           | G      | V      | N      | P      | Gf     | Gs     |       |
| ------------ | ------- | ------- | ------- | ------- | ------- | ------- | ------------ | ------------ | ------------ | ------------ | ------------ | ------------ | ------ | ------ | ------ | ------ | ------ | ------ | ----- |
| Atalanta     | 2       | 1       | 0       | 1       | 3       | 3       | 2            | 0            | 0            | 2            | 2            | 4            | 4      | 1      | 0      | 3      | 3      | 6      |       |
| Bari         | 1       | 0       | 0       | 0       | 0       | 1       | 1            | 0            | 0            | 1            | 0            | 1            | 2      | 0      | 0      | 2      | 0      | 2      |       |
| Bologna      | 1       | 0       | 0       | 1       | 1       | 3       | 1            | 0            | 0            | 1            | 2            | 3            | 2      | 0      | 0      | 2      | 3      | 6      |       |
| Brescia      | 1       | 1       | 0       | 0       | 2       | 0       | 1            | 0            | 0            | 1            | 0            | 1            | 2      | 1      | 0      | 1      | 2      | 1      |       |
| Cagliari     | 3       | 1       | 1       | 1       | 3       | 4       | 3            | 0            | 1            | 2            | 3            | 8            | 6      | 1      | 2      | 3      | 6      | 12     |       |
| Cremonese    | 2       | 2       | 0       | 0       | 4       | 0       | 2            | 0            | 1            | 1            | 2            | 3            | 4      | 2      | 1      | 1      | 6      | 3      |       |
| Fiorentina   | 2       | 0       | 2       | 0       | 1       | 1       | 2            | 0            | 1            | 1            | 1            | 4            | 4      | 0      | 3      | 1      | 2      | 5      |       |
| Foggia       | 2       | 0       | 2       | 0       | 1       | 1       | 2            | 0            | 0            | 2            | 0            | 2            | 4      | 0      | 2      | 2      | 1      | 3      |       |
| Genoa        | 2       | 0       | 1       | 1       | 1       | 2       | 2            | 0            | 1            | 1            | 1            | 3            | 4      | 0      | 2      | 2      | 2      | 5      |       |
| Inter        | 3       | 1       | 1       | 1       | 2       | 2       | 3            | 0            | 0            | 3            | 2            | 6            | 6      | 1      | 1      | 4      | 4      | 8      |       |
| Juventus     | 3       | 0       | 2       | 1       | 2       | 3       | 3            | 0            | 0            | 3            | 2            | 10           | 6      | 0      | 2      | 4      | 4      | 13     |       |
| Lazio        | 3       | 0       | 2       | 1       | 0       | 2       | 3            | 0            | 0            | 3            | 1            | 10           | 6      | 0      | 2      | 4      | 1      | 12     |       |
| Lecce        | 1       | 1       | 0       | 0       | 1       | 0       | 1            | 1            | 0            | 0            | 4            | 2            | 2      | 2      | 0      | 0      | 5      | 2      |       |
| Milan        | 3       | 0       | 0       | 3       | 0       | 8       | 3            | 1            | 0            | 2            | 3            | 5            | 6      | 1      | 0      | 5      | 3      | 13     |       |
| Napoli       | 3       | 1       | 1       | 1       | 3       | 3       | 3            | 0            | 0            | 3            | 0            | 7            | 6      | 1      | 1      | 4      | 3      | 10     |       |
| Padova       | 1       | 1       | 0       | 0       | 3       | 0       | 1            | 0            | 0            | 1            | 0            | 3            | 2      | 1      | 0      | 1      | 3      | 3      |       |
| Parma        | 3       | 1       | 2       | 0       | 4       | 2       | 3            | 0            | 0            | 3            | 3            | 6            | 6      | 1      | 2      | 3      | 7      | 8      |       |
| Perugia      | 1       | 0       | 0       | 1       | 1       | 4       | 1            | 1            | 0            | 0            | 3            | 1            | 2      | 1      | 0      | 1      | 4      | 5      |       |
| Piacenza     | 2       | 0       | 2       | 0       | 1       | 1       | 2            | 0            | 0            | 2            | 2            | 6            | 4      | 0      | 2      | 2      | 3      | 7      |       |
| Roma         | 3       | 0       | 2       | 1       | 2       | 5       | 3            | 0            | 2            | 1            | 2            | 4            | 6      | 0      | 4      | 2      | 4      | 9      |       |
| Sampdoria    | 3       | 0       | 2       | 1       | 2       | 4       | 3            | 0            | 0            | 3            | 1            | 6            | 6      | 0      | 2      | 4      | 3      | 10     |       |
| Torino       | 2       | 2       | 0       | 0       | 2       | 0       | 2            | 0            | 0            | 2            | 0            | 6            | 4      | 2      | 0      | 2      | 2      | 6      |       |
| Udinese      | 2       | 0       | 2       | 0       | 1       | 1       | 2            | 0            | 0            | 2            | 2            | 4            | 4      | 0      | 2      | 2      | 3      | 5      |       |
| Verona       | 1       | 0       | 1       | 0       | 2       | 2       | 1            | 1            | 0            | 0            | 4            | 2            | 2      | 1      | 1      | 0      | 6      | 4      |       |
| Vicenza      | 1       | 0       | 1       | 0       | 0       | 0       | 1            | 0            | 0            | 1            | 0            | 2            | 2      | 0      | 1      | 1      | 0      | 2      |       |

#### Record in Serie A
- Record di Punti: 31 nell'edizione 1993-1994
- Record di Vittorie: 10 nell'edizione 1993-1994
- Record di Pareggi: 13 nell'edizione 1996-1997
- Record di Sconfitte: 24 nell'edizione 1994-1995
- Record di reti realizzate: 29 nell'edizione 1993-1994
- Record di reti subite: 67 nell'edizione 1996-1997
- Record di vittorie in casa: 8 nell'edizione 1993-1994
- Record di pareggi in casa: 13 nell'edizione 1996-1997
- Record di sconfitte in casa: 8 nell'edizione 1994-1995
- Record di reti realizzate in casa: 18 nell'edizione 1993-1994
- Record di reti subite in casa: 25 nell'edizione 1996-1997
- Record di vittorie in trasferta: 2 nelle edizioni 1993-1994, 1996-1997
- Record di pareggi in trasferta: 3 nell'edizione 1993-1994
- Record di sconfitte in trasferta: 16 nell'edizione 1994-1995
- Record di reti realizzate in trasferta: 19 nell'edizione 1996-1997
- Record di reti subite in trasferta: 42 nell'edizione 1996-1997

### Serie B
La Reggiana ha disputato fino ad ora, 35 campionati di Serie B, vincendone 1. In grassetto sono le stagioni culminate con la promozione in Serie A.

#### Statistiche di squadra
| Campionato        | Stagione | Punti | In casa | In casa | In casa | In casa | In casa | In casa | In trasferta | In trasferta | In trasferta | In trasferta | In trasferta | In trasferta | Totale | Totale | Totale | Totale | Totale | Totale | DR  |
| Campionato        | Stagione | Punti | G       | V       | N       | P       | Gf      | Gs      | G            | V            | N            | P            | Gf           | Gs           | G      | V      | N      | P      | Gf     | Gs     | DR  |
| ----------------- | -------- | ----- | ------- | ------- | ------- | ------- | ------- | ------- | ------------ | ------------ | ------------ | ------------ | ------------ | ------------ | ------ | ------ | ------ | ------ | ------ | ------ | --- |
| Serie B 1929-1930 | dettagli | 23    | 17      | 7       | 5       | 5       | 36      | 30      | 17           | 1            | 2            | 14           | 9            | 45           | 34     | 8      | 7      | 19     | 45     | 75     | -30 |
| Serie B 1940-1941 | dettagli | 33    | 17      | 11      | 4       | 2       | 40      | 14      | 17           | 1            | 5            | 11           | 11           | 29           | 34     | 12     | 9      | 13     | 51     | 43     | +8  |
| Serie B 1941-1942 | dettagli | 25    | 17      | 5       | 7       | 5       | 15      | 19      | 17           | 2            | 4            | 11           | 10           | 41           | 34     | 7      | 11     | 16     | 25     | 60     | -35 |
| Serie B 1946-1947 | dettagli | 39    | 20      | 12      | 7       | 1       | 27      | 12      | 20           | 0            | 8            | 12           | 11           | 36           | 40     | 12     | 15     | 13     | 38     | 48     | -10 |
| Serie B 1947-1948 | dettagli | 39    | 17      | 10      | 7       | 0       | 34      | 12      | 17           | 3            | 6            | 8            | 18           | 25           | 34     | 13     | 13     | 8      | 52     | 37     | +15 |
| Serie B 1948-1949 | dettagli | 39    | 21      | 14      | 2       | 5       | 37      | 13      | 21           | 4            | 1            | 16           | 18           | 42           | 42     | 18     | 3      | 21     | 55     | 55     | 0   |
| Serie B 1949-1950 | dettagli | 37    | 21      | 11      | 5       | 5       | 35      | 23      | 21           | 4            | 2            | 15           | 21           | 41           | 42     | 15     | 7      | 20     | 56     | 64     | -8  |
| Serie B 1950-1951 | dettagli | 40    | 20      | 13      | 5       | 2       | 33      | 12      | 20           | 2            | 5            | 13           | 15           | 41           | 40     | 15     | 10     | 15     | 48     | 53     | -5  |
| Serie B 1951-1952 | dettagli | 24    | 19      | 8       | 6       | 5       | 29      | 26      | 19           | 0            | 2            | 17           | 9            | 44           | 38     | 8      | 8      | 22     | 38     | 70     | -32 |
| Serie B 1958-1959 | dettagli | 43    | 19      | 11      | 7       | 1       | 26      | 12      | 19           | 6            | 2            | 11           | 19           | 24           | 38     | 17     | 9      | 12     | 45     | 36     | +9  |
| Serie B 1959-1960 | dettagli | 39    | 19      | 11      | 6       | 2       | 32      | 16      | 19           | 3            | 5            | 11           | 19           | 34           | 38     | 14     | 11     | 13     | 51     | 50     | +1  |
| Serie B 1960-1961 | dettagli | 43    | 19      | 12      | 5       | 2       | 44      | 21      | 19           | 4            | 6            | 9            | 19           | 34           | 38     | 16     | 11     | 11     | 53     | 55     | -2  |
| Serie B 1961-1962 | dettagli | 32    | 19      | 5       | 11      | 3       | 19      | 13      | 19           | 3            | 5            | 11           | 15           | 27           | 38     | 8      | 16     | 14     | 34     | 40     | -6  |
| Serie B 1964-1965 | dettagli | 36    | 19      | 10      | 8       | 1       | 30      | 6       | 19           | 1            | 6            | 12           | 4            | 21           | 38     | 11     | 14     | 13     | 34     | 27     | +7  |
| Serie B 1965-1966 | dettagli | 34    | 19      | 8       | 8       | 2       | 22      | 13      | 19           | 1            | 8            | 11           | 10           | 26           | 38     | 9      | 16     | 13     | 32     | 39     | -7  |
| Serie B 1966-1967 | dettagli | 42    | 19      | 10      | 8       | 1       | 22      | 8       | 19           | 5            | 4            | 10           | 13           | 31           | 38     | 15     | 12     | 11     | 35     | 39     | -4  |
| Serie B 1967-1968 | dettagli | 45    | 20      | 11      | 8       | 1       | 28      | 11      | 20           | 4            | 7            | 9            | 13           | 21           | 40     | 15     | 15     | 10     | 41     | 32     | +9  |
| Serie B 1968-1969 | dettagli | 46    | 19      | 15      | 3       | 1       | 27      | 5       | 19           | 2            | 9            | 8            | 9            | 18           | 38     | 17     | 12     | 9      | 36     | 23     | +13 |
| Serie B 1969-1970 | dettagli | 33    | 19      | 5       | 11      | 3       | 14      | 11      | 19           | 1            | 10           | 8            | 8            | 20           | 38     | 6      | 21     | 11     | 22     | 31     | -9  |
| Serie B 1971-1972 | dettagli | 45    | 19      | 12      | 7       | 0       | 34      | 8       | 19           | 2            | 10           | 7            | 8            | 15           | 38     | 14     | 17     | 7      | 42     | 23     | +19 |
| Serie B 1972-1973 | dettagli | 37    | 19      | 9       | 7       | 3       | 22      | 13      | 19           | 2            | 8            | 9            | 9            | 18           | 38     | 11     | 15     | 12     | 31     | 31     | 0   |
| Serie B 1973-1974 | dettagli | 34    | 19      | 8       | 10      | 1       | 20      | 11      | 19           | 1            | 6            | 12           | 10           | 26           | 38     | 9      | 16     | 13     | 30     | 37     | -7  |
| Serie B 1974-1975 | dettagli | 34    | 19      | 8       | 8       | 3       | 23      | 12      | 19           | 1            | 8            | 10           | 10           | 24           | 38     | 9      | 16     | 13     | 33     | 36     | -3  |
| Serie B 1975-1976 | dettagli | 24    | 19      | 4       | 8       | 7       | 24      | 24      | 19           | 1            | 6            | 12           | 7            | 26           | 38     | 5      | 14     | 19     | 31     | 50     | -19 |
| Serie B 1981-1982 | dettagli | 37    | 19      | 5       | 13      | 1       | 18      | 13      | 19           | 3            | 8            | 8            | 13           | 23           | 38     | 8      | 21     | 9      | 31     | 36     | -5  |
| Serie B 1982-1983 | dettagli | 32    | 19      | 6       | 10      | 3       | 22      | 16      | 19           | 0            | 10           | 9            | 17           | 33           | 38     | 6      | 20     | 12     | 39     | 49     | -10 |
| Serie B 1989-1990 | dettagli | 40    | 19      | 8       | 9       | 2       | 24      | 11      | 19           | 3            | 9            | 7            | 9            | 20           | 38     | 11     | 18     | 9      | 33     | 31     | +2  |
| Serie B 1990-1991 | dettagli | 39    | 19      | 8       | 9       | 2       | 34      | 19      | 19           | 4            | 6            | 9            | 18           | 26           | 38     | 12     | 15     | 11     | 52     | 45     | +7  |
| Serie B 1991-1992 | dettagli | 38    | 19      | 5       | 11      | 3       | 19      | 15      | 19           | 6            | 5            | 8            | 14           | 17           | 38     | 11     | 16     | 11     | 33     | 32     | +1  |
| Serie B 1992-1993 | dettagli | 53    | 19      | 14      | 5       | 0       | 29      | 6       | 19           | 4            | 12           | 3            | 12           | 10           | 38     | 18     | 17     | 3      | 41     | 16     | +25 |
| Serie B 1995-1996 | dettagli | 61    | 19      | 12      | 6       | 1       | 29      | 11      | 19           | 4            | 7            | 8            | 13           | 21           | 38     | 16     | 13     | 9      | 42     | 32     | +10 |
| Serie B 1997-1998 | dettagli | 50    | 19      | 9       | 4       | 6       | 17      | 12      | 19           | 4            | 7            | 8            | 19           | 23           | 38     | 13     | 11     | 14     | 36     | 35     | +1  |
| Serie B 1998-1999 | dettagli | 41    | 19      | 6       | 9       | 4       | 26      | 22      | 19           | 3            | 5            | 11           | 14           | 27           | 38     | 9      | 14     | 15     | 40     | 49     | -9  |
| Serie B 2020-2021 | dettagli | 34    | 19      | 6       | 5       | 8       | 19      | 22      | 19           | 3            | 2            | 14           | 12           | 34           | 38     | 9      | 7      | 22     | 31     | 57     | -26 |
| Serie B 2023-2024 | dettagli | 47    | 19      | 3       | 11      | 5       | 16      | 24      | 19           | 7            | 6            | 6            | 22           | 21           | 38     | 10     | 17     | 11     | 38     | 45     | -7  |
| Serie B 2024-2025 | dettagli | 44    | 19      | 6       | 6       | 7       | 22      | 23      | 19           | 5            | 5            | 9            | 20           | 29           | 38     | 11     | 11     | 16     | 42     | 52     | -10 |
| Serie B 2025-2026 | dettagli | 0     | 0       | 0       | 0       | 0       | 0       | 0       | 0            | 0            | 0            | 0            | 0            | 0            | 0      | 0      | 0      | 0      | 0      | 0      | 0   |

#### Record in Serie B
- Record di punti assoluto: 61 nell'edizione 1995-1996
- Record di punti nella serie B a 18 squadre (2 punti per vittoria): 39 nell'edizione 1947-1948
- Record di punti nella serie B a 20 squadre (2 punti per vittoria): 53 nell'edizione 1992-1993
- Record di punti nella serie B a 20 squadre (3 punti per vittoria): 61 nell'edizione 1995-1996
- Record di punti nella serie B a 21 squadre (2 punti per vittoria): 45 nell'edizione 1967-1968
- Record di punti nella serie B a 22 squadre (2 punti per vittoria): 39 nell'edizione 1948-1949
- Record di vittorie: 18 nelle edizioni 1948-1949 e 1992-1993
- Record di pareggi: 21 nelle edizioni 1969-1970 e 1981-1982
- Record di sconfitte: 22 nell'edizione 1951-1952 e 2020-2021
- Record di reti realizzate: 56 nell'edizione 1949-1950
- Record di reti subite: 75 nell'edizione 1929-1930
- Record di vittorie in casa: 15 nell'edizione 1968-1969
- Record di pareggi in casa: 13 nelle edizione 1981-1982
- Record di sconfitte in casa: 8 nell'edizione 2020-2021
- Record di reti realizzate in casa: 44 nell'edizione 1960-1961
- Record di reti subite in casa: 30 nell'edizione 1929-1930
- Record di vittorie in trasferta: 7 nell'edizione 2023-2024
- Record di pareggi in trasferta: 12 nell'edizione 1992-1993
- Record di sconfitte in trasferta: 17 nell'edizione 1951-1952
- Record di reti realizzate in trasferta: 22 nell'edizione 2023-2024
- Record di reti subite in trasferta: 45 nell'edizione 1929-1930

## Bilancio incontri
Dati aggiornati al termine della stagione 2024-25
| Competizione                                     | Edizioni               | Partite                | Partite                | Partite                | Partite                | Gol                    | Gol                    |
| Competizione                                     | Edizioni               | Giocate                | Vittorie               | Pareggi                | Sconfitte              | Fatti                  | Subiti                 |
| Competizioni nazionali                           | Competizioni nazionali | Competizioni nazionali | Competizioni nazionali | Competizioni nazionali | Competizioni nazionali | Competizioni nazionali | Competizioni nazionali |
| ------------------------------------------------ | ---------------------- | ---------------------- | ---------------------- | ---------------------- | ---------------------- | ---------------------- | ---------------------- |
| Campionato                                       | 104                    | 3423                   | 1271                   | 1106                   | 1046                   | 4296                   | 3792                   |
| Spareggi e Fasi Finali                           | 27                     | 105                    | 42                     | 24                     | 39                     | 145                    | 157                    |
| Coppa Italia                                     | 53                     | 168                    | 62                     | 37                     | 69                     | 222                    | 232                    |
| Supercoppa Serie C                               | 1                      | 2                      | 0                      | 1                      | 1                      | 3                      | 5                      |
| Supercoppa di Lega di Seconda Divisione          | 1                      | 2                      | 2                      | 0                      | 0                      | 3                      | 1                      |
| Coppa Italia Semiprofessionisti-Serie C-Lega Pro | 32                     | 134                    | 53                     | 34                     | 47                     | 194                    | 153                    |
| Coppa Italia Serie D                             | 1                      | 3                      | 2                      | 0                      | 1                      | 3                      | 2                      |
| Campionati bellici                               | 1                      | 8                      | 5                      | 1                      | 2                      | 13                     | 9                      |
| Competizioni internazionali e altre competizioni |                        |                        |                        |                        |                        |                        |                        |
| Coppa delle Alpi                                 | 1                      | 2                      | 2                      | 0                      | 0                      | 3                      | 1                      |
| Coppa dell'Amicizia italo-francese               | 1                      | 2                      | 0                      | 1                      | 1                      | 4                      | 7                      |
| Coppa Anglo-Italiana                             | 3                      | 12                     | 3                      | 4                      | 5                      | 10                     | 17                     |
| Coppa CONI                                       | 1                      | 10                     | 2                      | 1                      | 7                      | 13                     | 33                     |
| Coppa del Primato                                | 2                      | 4                      | 1                      | 2                      | 1                      | 4                      | 4                      |
| TOTALE                                           | TOTALE                 | 3875                   | 1445                   | 1211                   | 1219                   | 4913                   | 4413                   |